# Ебергард Людвіг (герцог Вюртембергу)
Ебергард Людвіг (нім. Eberhard Ludwig; 18 вересня 1676 — 31 жовтня 1733) — 10-й герцог Вюртембергу в 1677—1733 роках. Приєднав до свої володінь герцогство Вюртемберг-Монбельяр.

## Життєпис

### Регентство
Походив з Вюртемберзького дому, Штутгартської гілки. Єдиний син Вільгельма Людвіга, герцога Вюртембергу, та Магдалени Сибілли Гессен-Дармштадтської. Народився 1676 року в Штутгарті. 1677 року після смерті батька стає новим герцогом Вюртембергу. Через малий вік імператора Леопольд I Габсбург призначив регентом Фрідріха Карла, герцога Вюртемберг-Вінненталя.
Молодшим регентом стала Магдалена Сибілла, яка займалася вихованням молодого герцога, а управлінням Вюртембергу — власне Фрідріх Карл. Ебергард Людвіг здобув релігійне виховання, водночас вивчаючи право, історію, географію, військову справу, італійську й французьку мови. Навчився мистецтву верхової їзди, фехтуванню та танцю у гофмайстера Йогана Фрідріха фон Штафгорста.
Регент здійснив судову реформу за фразком французької. З 1685 року після скасування у Франції Нантського едикту до Вюртембергу запрошувалися французькі кальвіністи (гугеноти). З 1687 року дано прихисток також вальденсам з Савойського герцогства.
У зовнішній політиці орієнтувався на Австрію. 1683 року відправив частину вюртемберзьких військ до складу імперської армії, яка вела війну проти Османської імперії. 1686 року Вюртемберг доєднався до Аугсбурзької ліги. У вересні 1688 року регент Фрідріх Карл долучився до військ союзників у війні проти Франції. Але вже до грудня того ж року французькі війська зайняли північ Вюртемберзького графства та його столицю Штутгарт. Молодий герцог втік спочатку до Нюрнберга, а потім — Регенсбурга.
В Регенсбурзі регент домігся від імператора повернення вюртемберзького корпусу в 3 тис. вояків до Німеччини. За допомогою них було відвойовано Штутгарт. 1692 року регент Фрідріх Карл потрапив у полон до французів. Втім вюртемберзьким військам при допомозі імперської армії вдалося змусити французьку армію відступити за Рейн. 1693 року імператор оголосив Ебергарда Людвіга повнолітнім, завдяки чому було скасовано регентство.

### Герцогування

#### Початковий період
Для допомоги в управлінні державою створив Таємну раду. Водночас усунув матір від спроб втручатися в управління герцогством. Спрямував зусилля на досягнення злагоди з станами Вюртембергу. Невдовзі вступив у конфлікт з Ернстом Августом, курфюрстом Ганновера, щодо почесної посади рейхсштюрмферена (імперського кінного прапороносця).
У стосунках з Францією обмежився обороною кордонів, внаслідок чого його військо не брало активної участі в наступних битвах війни. Втім Вюртемберг зазнавав постійних вторгнень французів, які спалили містечка Марбах, Бакнанг, Гросботтвар та Байльштайн.
1697 року пошлюбив представницю Баденського дому. Того ж року представники Вюртембергу під час перемовин з Францією вимагали компенсації у 8 млн гульденів за сплюндровані землі та повернення Страсбургу до складу Священної Римської імперії. Втім ці вимоги було відкинуто за підсумками Рейсвейкського миру.
По завершенню війни Ебергард Людвіг поставив за мету відновлення зруйнованого господарства та створення постійної армії. Проти останнього виступали стани, які вимагали скасування податків, впроваджених під час війни. Для вирішення суперечки герцог 1698 року скликав Державний ландтаг. Не досягши згоди герцог 1699 року розпустив ландтаг. Після цього став стягувати військовий податок без згоди станів. Разом з тим зміцнив церковну владу над священниками Вюртембергу, заборонивши їм скаржитися імператорові.
1699 року для сприяння міграції до Вюртембергу протестантів, насамперед з Франції, надав їм низку привілеїв (свободу віросповідування, використання рідної мови, особливий статус поселень). Нові поселенці стали активно розводили картоплю, що зменшило загрозу голоду. З'являються цехи годинникарів, ткачів шковку, виробників перук, капелюхів та торговців парфумерією. 1720 року надав нові привілеї вальденсам.
1699 року видав рескрипт, за яким календар в Вюртемберзі повинен був пристосований до сучасного стану природничих наук. 1700 року впровадив григоріанський календар замість юліанського, ставши останнім князівством Священної Римської імперії, що це здійснив.

#### Війна за іспанську спадщину
1701 року з початком Війни за іспанську спадщину Ебергард Людвіг намагався зберегти нейтралітет. 1702 року побоючись спільних дій Баварії і Франції приєднався до імператора Леопольда I, який призначив Ебергарда Людвіга фельдмаршал-лейтенантом. Невдовзі передав Таємній раді право керувати герцогством, а сам зосередився на керуванні військом. Водночас створив ландміліцію в 1000 осіб, домовився про субсидії від Республіки Сполучених провінцій для набору 4 тис. солдатів. 1702 року заснував перший вюртемберзький орден — Орден Святого Губерта.
1704 року був присутній на військовій нараді в Госсгепасі, де зустрілися Євген Савойський, Джон Черчилль і маркграф Людвіг Вільгельм Баден-Баденський. Втім герцог Вюртемберг не мав значного впливу на планування військової кампанії. Того ж року у битві під Гохштедтом Ебергарл Людвіг очолював кінноту. Того ж року захопив панство Візенштайг, що належало Баварії. Водночас наслідуючи Версалю розпочав зведення Людвігсбурзької резиденції.
1705 року виявив претензії на звання курфюрста, що відбулося у змінні державного гербу, що складався з 4 частин, які символізували підлеглі області. Вперше з'являється геральдичний знак чоловіка в ковпаку як символ міста Гайденгайм-ан-дер-Бренц.
Еберхард Людвіг також особисто брав участь у кількох боях на Верхньому Рейні. Після смерті Людвіга Вільгельма Баден-Баденського імператор 1707 року призначив герцога Вюртембергу генерал-фельдмаршалом Швабського імператорського округу. Основним завданням був захист південно-західних кордонів Священної Римської імперії.
1707 року вступив в шлюб зі своєю фавориткою Вільгеміною фон Гревеніц, якій надав титул графині. Втім дружина Ебергарда Людвіга подала скаргу імператорові Карлу VI Габсбургу, який 1708 року доручив шлюбному суду анулювати цей шлюб. Вільгеміну фон Гревеніц відправили до Швейцарії, за нею вирушив герцог Ебергард Людвіг. Повернувся до Вюртембергу 1710 року.
1709 року Ебергард Людвіг заснував Торговельну раду, на яку покладалося консультувати, засновувати та керувати фабриками, копальнями, робочими будинками, поштовими та дорожніми системами. З метою розвитку виноградарства надав пільги для експорту вина, впроваджувалися жорсткі заходи проти підробників вина, заборонялося робити алкогольні напої з груш та яблук.
З 1711 року вів перемовини з Пфальцом і Пруссією щодо дотримання спільної позиції для повернення Ельзасу до складу Священної Римської імперії. Разом з тим почав таємні перемовини із Францією, за допомогою якої планував отримати гідність курфюрста. Втім поразки французьких військ у війні за іспанську спадщину призвели до завершення цих перемовин.
У 1712—1714 роках спільно з Торговельною ради намагався зробити річку Неккар судноплавною, що сприяло би розвитку економіки Вюртембергу. Втім через спротив імперських міст Ессленгена і Гайльбронна, які не дали дозвіл на відповідні роботи, цей план провалився. 1713 року змінив податкову систему, впровадивши інструкцію, за якою сума податку повинна визначатися виходячи з відповідного доходу чи обороту. 1714 року вслід за укладанням Раштаттського миру між Австрією і Францією, герцог Ебергард Людвіг спільно з Баден-Дурлахом уклав з Францією Баденський мир, за яким повернув Баварії Візенштайг та визнав Ельзас за Францією.

#### Післявоєнний період
Разом з тим його коханка Вільгельміна фон Гревеніц вступила в фіктивний шлюб з графом фон Вюрбеном, що дозволило їй переїхати до Вюртембергу. Ебергард Людвіг з 1715 року проживав з нею в Людвігсбурзі. Йоганна Єлизавета залишалася в Штутгарті і не давала чоловікові розлучення. 1717 року герцог заснував конференц-міністерство, яке фактично замінило Таємну раду. 1724 року видав наказ, за яким у понеділок, середу та п'ятницю секретар Таємної ради та засідатель конференц-міністерства повинні бути присутніми в кабінеті герцога, де інформувати про урядові справи та консультувати його. На цих зустрічах була присутня його коханка Вільгеміна.
1723 року після смерті родича Леопольда Ебергарда, герцога Вюртемберг-Монбельяра, висунув претензії на володіння останнього. Війська Ебергарда Людвіга легко подолали опір позашлюбних синів Леопольда Ебергарда, зайнявши Монбельяр. В результаті це герцогство було приєднано до Вюртембергу.
У 1731 році здійснив велику подорож до Пруссії, де обговорював спільні дії в Німеччині. Того ж року помер син — спадкоємець Фрідріх Вільгельм. Влада в Вюртемберзі могла перейти до католицької побічної лінії. Герцог Еберхард Людвіг розірвав свої відносини з Гревеніца, щоб привести на світ спадкоємця. Спочатку герцог планував оженитися на представниці якоїсь німецької династії. Втім не був певний, що дружина надасть розлучення. Тому Ебергард Людвіг замирився з нею.
1732 року видав Кримінальний кодекс, що був оснований на імперському кодексі Кароліна 1532 року. Уклав договір з Венеціанською республікою щодо відправки туди на галери вюртемберзьких браконьєрів.
1733 року Ебергард Людвіг помер від інсульту. Трон успадкував Карл Олександр з гілки Вюртемберг-Вінненталь.

## Родина
Дружина — Йоганна Єлизавета, донька Фрідріха VII, маркграфа Баден-Дурлаха
Діти:
- Фрідріх Людвіг (1698—1731)